# کریم‌آباد (رودبار جنوب)
کریم‌آباد (رودبار جنوب)، روستایی از توابع بخش جازموریان شهرستان رودبار جنوب در استان کرمان ایران است.

## جمعیت
این روستا در دهستان جازموریان قرار دارد و براساس سرشماری مرکز آمار ایران در سال ۱۳۸۵، جمعیت آن ۳۰ نفر (۱۰خانوار) بوده‌است.